# Antarktični polotok
Antarktični polotok je velik polotok na zahodni Antarktiki, najbolj izstopajoč polotok te celine, ki se razteza od točke na celini nekoliko južneje od Eklundovih otokov do Adamsovega rta v Weddellovem morju, v zračni razdalji približno 1300 km. Oblivata ga Bellingshausnovo morje na zahodu in Weddelovo morje na vzhodu. Severno od Adamsovega rta ležijo Južni Shetlandski otoki, naprej proti severu prek Drakovega preliva pa 1000 km oddaljena Ognjena zemlja v Južni Ameriki.
Je nekakšen podaljšek največjega antarktičnega gorovja - Vinsonovega masiva, zato je površje gorato, z najvišjimi vrhovi prek 3000 m nadmorske višine, večino ozemlja pa prekriva trajni ledeni pokrov. Pod njim je Antarktični polotok v resnici niz otokov, ki jih ločujejo nižji deli površja pod ravnjo morske gladine, vendar ga običajno obravnavamo kot enoten del celine, saj ledeni pokrov povsod sega do kamnite podlage.
Zaradi severne lege (skrajni del sega čez južni tečajnik in v obroč zahodnih vetrov nad Južnim oceanom), izpostavljenosti in razmeroma majhne površine je tu podnebje občutno toplejše kot na vzhodu Antarktike, zadnja desetletja pa skrb zbujajo spremembe podnebja; ozračje v tem delu se segreva pet- do desetkrat hitreje od svetovnega povprečja, kar je zaradi povprečnih temperatur okrog ledišča občutno pospešilo taljenje ledenega pokrova ter pripadajočih ledenih polic. Spremembe vidno vplivajo na živa bitja, ki tu živijo, odmeven je zlasti upad populacije adelijskih pingvinov, za prehranjevalni splet pa je bolj ključno upadanje številčnosti Antarktičnega krila, s katerim se prehranjuje ogromno drugih živali.
Kot najdostopnejši del Antarktike je posejan s številnimi raziskovalnimi postajami, sicer pa je podobno kot preostanek celine brez stalnih prebivalcev. Polotok je predmet ozemeljskih zahtev Argentine, Čila in Združenega kraljestva, ki se v nekaterih delih prekrivajo, zato velja za sporno ozemlje. Vendar pa od leta 1961 Pogodba o Antarktiki prepoveduje vojaške aktivnosti, tako da nobena od držav ne more uveljavljati suverenosti nad njim, niti niso zahteve širše mednarodno priznane. Največ raziskovalnih postaj in osebja ima Argentina.